# 克莱夫蒙
克莱夫蒙是法国上马恩省的一个市镇，属于绍蒙区（Chaumont）克莱夫蒙县（Clefmont）。该市镇总面积19.33平方公里，2009年时的人口为211人。

## 人口
克莱夫蒙人口变化图示